# Andy Biersack
Andrew Dennis Biersack bedre kendt som Andy Biersack eller under sit tidligere kunstnernavn, Andy Sixx (født 26. december 1990) er en amerikansk singer-songwriter og forsanger i det amerikanske rockband, Black Veil Brides. Andy er den eneste tilbage i bandet, der har været der fra starten. Andy maler sin højre ringefingernegl rød, fordi det giver ham håb og styrke.

## Tidligt liv og uddannelse
Andy blev født i Milwaukee, Wisconsin. Da han stadig var lille, flyttede han og hans forældre, Chris og Amy Biersack, til Cincinnati, Ohio.
Andy startede i en katolsk folkeskole, hvor han var det letteste mål, ift. mobning. Den mobning han blev udsat for, i sin skoletid, er blevet genskabt i musikvideoen "Knives and Pens." Han valgte som sin ungdomsuddannelse at tilmelde sig "Cincinnati's School for Creative and Performing Arts", hvor han valgte hovedfagene Drama og Musik. Han forlod dog skolen før sin eksamen, for at flytte til Los Angeles.

## Karriere

### Musik
Da Andy var 14, startede han og nogle venner et band, som de kaldte "Biersack" (De nåede dog kun at spille ét show). Dette projekt blev senere hen til det vi kender som Black Veil Brides. I september 2009 fik Black Veil Brides en aftale med det uafhængige pladeselskab, StandbyRecords. I december 2009 startede bandets første tour "On Leather Wings" gennem USA. Bandets debutalbum "We Stitch These Wounds" udkom den 20. juli 2010, og havde i løbet af den første uge solgt 10.000 kopier. Bandets andet album "Set The World on Fire" udkom den 14. juni 2011, deres album "Wretched and Divine" udkom den 7. januar 2013, og deres nyeste album "black veil brides IV" udkom den 27. oktober 2014.
Udover det, har Andy i 2013 arbejdet sammen med Falling in reverse forsanger, Ronnie Radke. Andy har taget et nyt skridt i musik og sunget på en rap sang. Sangen Andy er med på hedder "Asshole" som udkom tidligt i 2014.
I 2014 startede Andy sit nye soloprojekt "Andy Black" og udgav sin single "They don't need to understand", hvilket er en pop rock sang med inspirationer fra 80'er synth goth.

### Skuespiller
Efter Andy forlod high school, flyttede han til Los Angeles, Californien, for at blive skuespiller. Han havde en lille del i en AT&T reklame, kaldet "Confetti", samt 30 sekunder i Montana Meth reklamen "Jumped". Andy har også, flere gange, optrådt som gæstestjerne i webserien "Average Joe". Han har også medvirket i Black Veil Brides spillefilmen, Legion of the Black, der udkom den 6. januar 2013, der støtter bandets andet album "Wretched and Divine".

## Personlige liv

### Forhold
På cirka samme tid som "Sex and Hollywood" udkom, var Andy sammen med den amerikanske skuespiller, Scout Taylor-Compton, og skrev sangen "The Mortician's Daughter", der handlede om hende. Sangens titel refererer til Comptons far, der var bedemand.
Lige nu er Andy gift med sangerinden, Juliet Simms. Andy var blandt publikum i første afsnit af anden sæson af The Voice, hvor han støttede sin kæreste, som var til audition. De har hinandens kælenavne tatoveret på håndryggen. Andy har "Dragonfly" på sin venstre hånd, og Juliet "White Rabbit" på sin højre.

### Religiøs overbevisning
Andy blev opdraget i en katolsk familie, og gik på en katolsk skole, da han var ung, dog er han ikke selv specielt troende, og derfor ser han sig selv som ateist. I et interview med Loudwire nævnte han "Jeg er ikke en religiøs person, men jeg voksede op i en religiøs familie. Jeg var til min bedstefars begravelse, en person jeg elskede meget højt, og alle talte om hvordan han nu var i Himmelen. Det er noget jeg kæmper meget med, for jeg ville da elske at tro på, at min bedstefar sidder oppe i skyerne og spiller Xbox 360, eller hvad de nu har af seje ting, oppe i Himmelen, men det kan jeg ikke."

### Skader fra scenen
Andy er ret mange gange kommet til skade på scenen, ved mindre eller større uheld, mens han har spillet med Black Veil Brides. Den mest velkendte skade han har forvoldt sig, er da han faldt fra en 4,6 meter høj pæl, den 18. juni 2011 i Hollywood, i et forsøg på at hoppe tilbage på scenen. Han faldt og slog sin overkrop mod kanten, hvilket resulterede i 3 brækkede ribben, og et forskudt. Bandet havde kun nået at spille 3 sange, men han kom tilbage på scenen og afsluttede koncerten, til trods for alvoren i hans skade. Lige præcis den skade forhindrede bandet i at spille de første tre uger af "Vans Warped Tour" i 2011. Den 26. oktober 2011, på en anden tour, i Storbritannien, brækkede Andy næsen mens de spillede i Luxemburg, hvilket resulterede i flere aflyste koncerter. Alligevel var Andy allerede klar til at spille igen to dage efter, i London.
I et interview med Revolver Magazine erklærede Andy:
"Jeg har aldrig stræbet efter at nå fyrrerne. Jeg ryger to pakker om dagen og drikker som en kamel. Jeg tænker bare ikke rigtigt over døden. Jeg ved jeg skal dø en dag, men hvis jeg kan nå alle mine mål og leve præcis som jeg har lyst til inden da, så fortryder jeg intet, når jeg dør. Jeg prøver ikke på at skade mig selv, som Iggy Pop eller Marilyn Manson - eller noget i den retning. Det er bare en bivirkning af alt det kaos der er på scenen."

### Navneskift
Andys kunstnernavn var tidligere Andy Sixx (Six, 6) indtil omkring 2011, hvor han besluttede sig for at gå under sin families navn Biersack. Han accepterer dog stadig Six som et kælenavn 